# Franz Penzoldt
Franz Penzoldt (Crispendorf, 12 dicembre 1849 – Monaco di Baviera, 19 settembre 1927) è stato un medico e farmacologo tedesco.

## Biografia
Era il padre dello scrittore Ernst Penzoldt (1892-1955). Studiò medicina a Tubinga e a Jena, dove fu allievo di Wilhelm Olivier Leube (1842-1922). Dal 1874 fino al suo pensionamento nel 1920, lavorò presso l'Università di Erlangen. Nel 1875 ottenne la sua abilitazione a Erlangen, dove in seguito divenne professore di medicina interna e di farmacologia. Nel 1903 fu nominato direttore della clinica medica.
Fu l'autore del popolare Lehrbuch der klinischen Arzneibehandlung für Studierende und Ärzte, pubblicato in numerose edizioni. Con Roderich Stintzing (1854-1933), pubblicò il Handbuch der gesamten Therapie and well as the Handbuch der speciellen Therapie innerer Krankheiten.
Ha dato il nome al "Franz-Penzoldt-Zentrum", presso l'Università di Erlangen-Norimberga. Questa struttura è il centro per la ricerca medica sperimentale dell'università.

## Opere
- Ältere und neuere Harnproben und ihr praktischer Werth : kurze Anleitung zur Harnuntersuchung in der Praxis für Ärzte und Studirende ; mit 2 Holzschnitten . Fischer, Jena 3 ed. 1890 Digital edition dall'Università e Biblioteca di Stato di Düsseldorf
- Lehrbuch der klinischen Arzneibehandlung : für Studierende und Ärzte . Fischer, Jena 8ª ed. 1915 Digital edition dall'Università e Biblioteca di Stato di Düsseldorf